# Shahhat
Shahhat (en arabe : شحات) est une ville du Nord-Est de la Libye située dans le district de Jabal al Akhdar à 24 km à l'est d'El Beïda et à 186 km au nord-est de Benghazi. Le site de la ville antique de Cyrène jouxte la moderne Shahhat, au nord-nord-est.
Elle est reliée à Derna par deux routes : la route intérieure traversant Al-Qubah, qui fait partie de la route côtière libyenne, et la route côtière traversant Susah – l'antique Appolonia, le port de Cyrène – et Ras al-Helal.
Pendant la guerre civile libyenne, la ville a été l'une des premières à être sous contrôle des forces du Conseil national de transition.